# Royal Lytham & St Annes Golf Club
Royal Lytham & St Annes Golf Club er en golfklub og -bane i Lytham St Annes, Lancashire, England. Det er en af banerne, som på skift lægger græs til The Open Championship. Women's British Open er også blevet afviklet på banen fire gange.
Klubben blev grundlagt i 1886, og den første udgave af British Ladies Amateur Golf Championship i 1893 samt 100-årsjubilæet for samme turnering i 1993 blev spillet på Royal Lytham & St Annes.
Royal Lytham er en rigtig linksbane, anlagt i et kystområde men adskilt fra nutidens kystlinje af boliger, veje og en jernbane. Banen ligger imidlertid stadig så tæt på havet, at vinden ofte er en faktor. Der er 206 bunkers på banen, dvs. mere end 11 i gennemsnit pr. hul. Banen adskiller sig fra de andre Open-baner ved at den starter med et par 3-hul.

## Banen
Mesterskabsbanens hullængder (dvs. med teesteder placeret som ved 'mesterskaber').
| Hul   | Par | Yards |
| ----- | --- | ----- |
| 1     | 3   | 206   |
| 2     | 4   | 481   |
| 3     | 4   | 477   |
| 4     | 4   | 391   |
| 5     | 3   | 218   |
| 6     | 4   | 494   |
| 7     | 5   | 589   |
| 8     | 4   | 417   |
| 9     | 3   | 164   |
| Out   | 34  | 3437  |
| 10    | 4   | 385   |
| 11    | 5   | 601   |
| 12    | 3   | 196   |
| 13    | 4   | 357   |
| 14    | 4   | 443   |
| 15    | 4   | 464   |
| 16    | 4   | 358   |
| 17    | 4   | 467   |
| 18    | 4   | 410   |
| In    | 36  | 3681  |
| Total | 70  | 7118  |